# 到腾格湖
到腾格湖、倒腾格湖、列腾格湖是一个位于中国新疆维吾尔族自治区和田地区的湖泊。面积约为33.56平方千米，属于蒙新高原区。它的一级流域为内流区诸河，二级流域为藏北内流区。